# Kazincbarcika vasútállomás
Kazincbarcika vasútállomását a MÁV üzemelteti. Az állomás modern felvételi épületét és forgalmi irodáját Kővári György, a MÁV építészmérnöke tervezte, átadására 1962-ben került sor. A belterület északnyugati részén helyezkedik el, közúti elérését csak önkormányzati utak biztosítják.

## Története

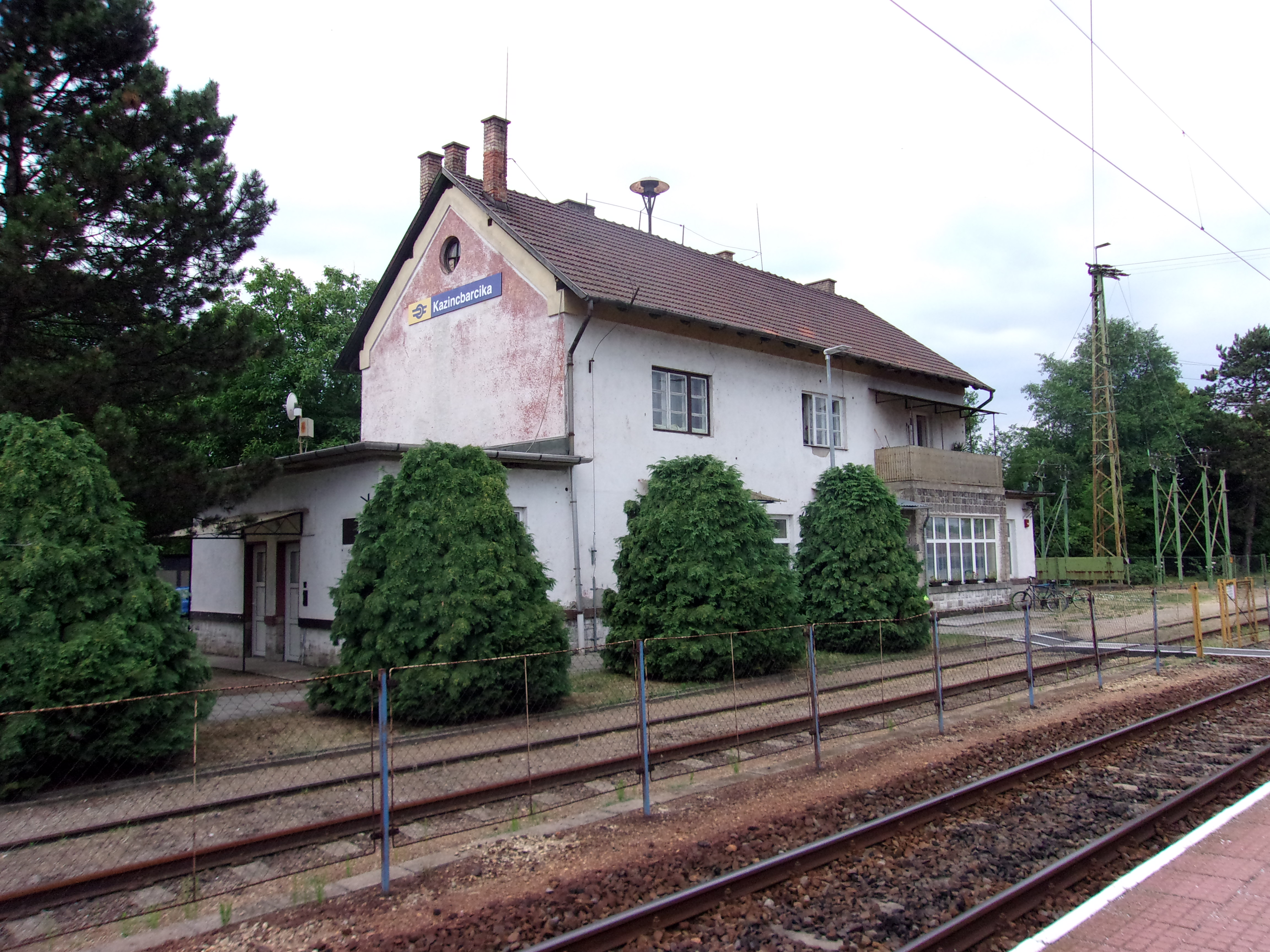
Az 1899-ben épült Barczika állomás épülete (2022-ben)

1881 után létrejött Barczika állomása, átrakodóval. Kezdetben csak teherforgalmat bonyolított az állomás, valószínűleg 1886-tól (más források szerint 1898-tól) már személyforgalom is volt a vonalon. 1899-ben épült meg Barczika állomás épülete, ami az 1961-es új állomásépület átadásáig a személyforgalmat is lebonyolította. 1950 és 1980 között a város és a környék ipari fejlődésének köszönhetőn a kazincbarcikai vasútállomása hatalmas forgalmat bonyolított le.
Az utolsó gőzmozdonnyal vontatott vonatok az 1980–1981-es években jártak a vonalon. Ettől kezdve a dízelvontatás vált általánossá. 1983-ban villamosították a Miskolc–Kazincbarcika vonalszakaszt. Az 1990-es évektől kezdődően az állomás jelentősége jelentősen csökkent.

## Vasútvonalak
Az állomást az alábbi vasútvonalak érintik:
- Miskolc–Bánréve–Ózd-vasútvonal

## Kapcsolódó állomások
A vasútállomáshoz az alábbi állomások vannak a legközelebb:
- Kazincbarcika alsó megállóhely (Miskolc–Bánréve–Ózd-vasútvonal)
- Sajókaza megállóhely (Miskolc–Bánréve–Ózd-vasútvonal)

## Megközelítés tömegközlekedéssel
- Helyi busz:  3
- Helyközi busz:  4048, 4070, 4075, 4080, 4083

## Forgalom
| Járat              | Útvonal | Gyakoriság               |
| ------------------ | --- | ------------------------ |
| személyvonat       | Miskolc-Tiszai – Miskolc-Gömöri – Sajóecseg – Sajószentpéter – Kazincbarcika alsó – Kazincbarcika – Sajókaza – Vadna – Dubicsány – Putnok – Pogonyipuszta – Bánréve – Bánrévei Vízmű – Ózd alsó – Ózd | Napi 2 pár               |
| személyvonat       | Miskolc-Tiszai – Miskolc-Gömöri – Sajókeresztúr – Sajóecseg – Sajószentpéter – Kazincbarcika alsó – Kazincbarcika – Putnok – Bánréve – Ózd alsó – Ózd                                                 | 1-2 óránként             |
| Sajó expresszvonat | Kazincbarcika → Sajószentpéter → Sajóecseg → Miskolc-Gömöri → Budapest-Keleti | Vasárnap 1 Budapest felé |